# Guru's Jazzmatazz: The Timebomb Back to the Future Mixtape
 (juin 2018).
Si vous disposez d'ouvrages ou d'articles de référence ou si vous connaissez des sites web de qualité traitant du thème abordé ici, merci de compléter l'article en donnant les références utiles à sa vérifiabilité et en les liant à la section « Notes et références ».
Albums de Guru
Jazzmatazz, Vol. 4: The Hip-Hop Jazz Messenger: Back to the Future
(2007) The Best of Guru's Jazzmatazz
(2008)
Guru's Jazzmatazz: The Timebomb Back to the Future Mixtape est une mixtape de Guru, sortie le 5 juin 2007.

## Liste des titres
| No  | Titre                                                                         | Durée |
| --- | ----------------------------------------------------------------------------- | ----- |
| 1.  | Intro (Don Gurizzy)                                                           | 2:03  |
| 2.  | Knowledge (featuring Lord Tariq)                                              | 1:56  |
| 3.  | 7 Grand Ya'll (featuring Solar)                                               | 3:17  |
| 4.  | For Ya Mind (featuring Zion I)                                                | 2:20  |
| 5.  | Peace! (featuring K-Born, Highpower et Solar)                                 | 3:24  |
| 6.  | State of Clarity (Solar Remix) (featuring Common)                             | 3:04  |
| 7.  | Who Got It On Lock? (featuring DJ Doo Wop)                                    | 2:21  |
| 8.  | B-Boy Kamikaze (featuring Tony Touch et DJ Doo Wop)                           | 2:19  |
| 9.  | Too Slick (featuring Yungun)                                                  | 2:20  |
| 10. | So What It Do Now? (featuring Aceyalone)                                      | 4:07  |
| 11. | We Got That (featuring Nature et Solar)                                       | 3:03  |
| 12. | Jazzy Wayz (7 Grand Exclusive)                                                | 3:21  |
| 13. | Stand Up (Some Things'll Never Change) (Reggae Mix) (featuring Damian Marley) | 3:08  |
| 14. | Hot Like That (featuring Medinah)                                             | 2:36  |
| 15. | No Need for Stress (featuring Mr. Lif)                                        | 2:55  |
| 16. | Back to the Future (featuring Caron Wheeler et C. Knowledge)                  | 2:58  |
| 17. | Assasino (featuring Young Pablo)                                              | 1:58  |
| 18. | The Game Needs Me (featuring Blue Scholars et Common Market)                  | 4:01  |
| 19. | Feed the Hungry (Solar Remix)                                                 | 1:19  |
| 20. | Can't Stop the Movement (7 Grand) (featuring Ms. Camille)                     | 2:32  |